# Euanthoides petiolata
Euanthoides petiolata är en tvåvingeart som beskrevs av Townsend 1931. Euanthoides petiolata ingår i släktet Euanthoides och familjen parasitflugor. Inga underarter finns listade i Catalogue of Life.